# بارنی ۵۶۵۵
سیارک ۵۶۵۵ (به انگلیسی: 5655 Barney، نامگذاری:1159T-2) پنج هزار و ششصد و پنجاه و پنجمین سیارک کشف شده‌است که در ۲۹ سپتامبر ۱۹۷۳ کشف شد.
قدر مطلق سیارک برابر ۱۳٫۰۰ است.